# Trachylejeunea raddiana
Trachylejeunea raddiana là một loài Rêu trong họ Lejeuneaceae. Loài này được (Lindenb.) Stephani miêu tả khoa học đầu tiên năm 1913.